# Abtsgmünd
Abtsgmünd település Németországban, azon belül Baden-Württembergben. 

## Népesség
A település népessége az elmúlt években az alábbi módon változott:
| Lakosok száma | 5447 | 5830 | 6017 | 6047 | 6107 | 6941 | 7289 | 7446 | 7244 | 7624 |
|               | 1961 | 1967 | 1974 | 1980 | 1987 | 1993 | 2000 | 2006 | 2013 | 2023 |

## Fekvése
Ellwangentől kissé délnyugatra fekvő település.

## Története
A települést valószínűleg a 7. században alapították. Később 1136-ban említették ismét az itteni kolostort. Első okleveles említése 1251-ből, IV. Konrád német király okleveléből való. 1200-ban késő román stílusban épült plébániatemplomának tornya azt mutatja, hogy a település már korábban is létezett.
A 17. században vasmű, 1611-ben a Altschmiede kohók, később egy vashámor is felépült, melyek a harmincéves háború alatt elpusztultak, de 1667-ben a vashámor újra felépült. 1699-ben a gyár Altschmiede kerületről Neuschmiedébe költözött. A szekularizáció alatt Württemberg, majd a sváb kohászati üzemek Wasseralfingen tulajdona lett.

## Nevezetességek
- Szent Mihály katolikus templom

## Itt születtek, itt éltek
- Konrad Adelmann von Adelmannsfelden (1462–1557), humanista kanonok
- Caspar Adelmann von Adelmannsfelden (1464–1532), humanista kanonok
- Johann Christoph Freiherr Adelmann von Adelmannsfelden (1640–1687)
- Joseph Anselm Freiherr Adelmann von Adelmannsfelden (1728–1805)
- Jakob Salat (1766–1851), teológus és filozófus
- Jacob Kull (1818–1880), Fotografus
- Franz Xaver Zimmer (1821–1883)
- Franz Xaver von Funk (1840–1907), professzor
- Ferdinand Joseph Schliz (1778–1844)
- Joseph Christian von Schliz (1781–1861)
- Karl Allmendinger (1891–1965), Generalis
- Albert Schnez (1911–2007), Generalis
- Erwin Holl (* 1957), Grafikus
- Eduard Schweickhardt (1805–1868)

## Galéria

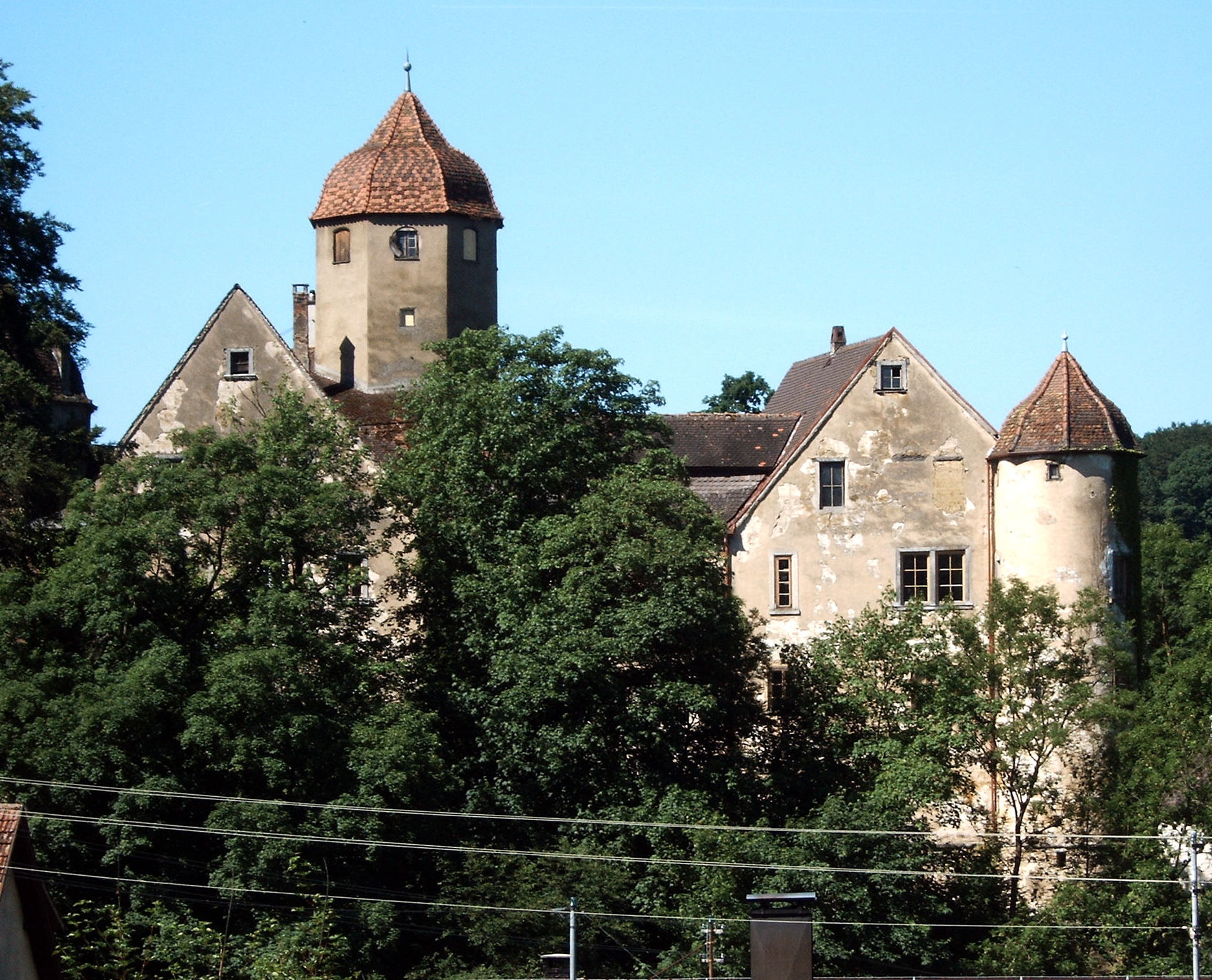
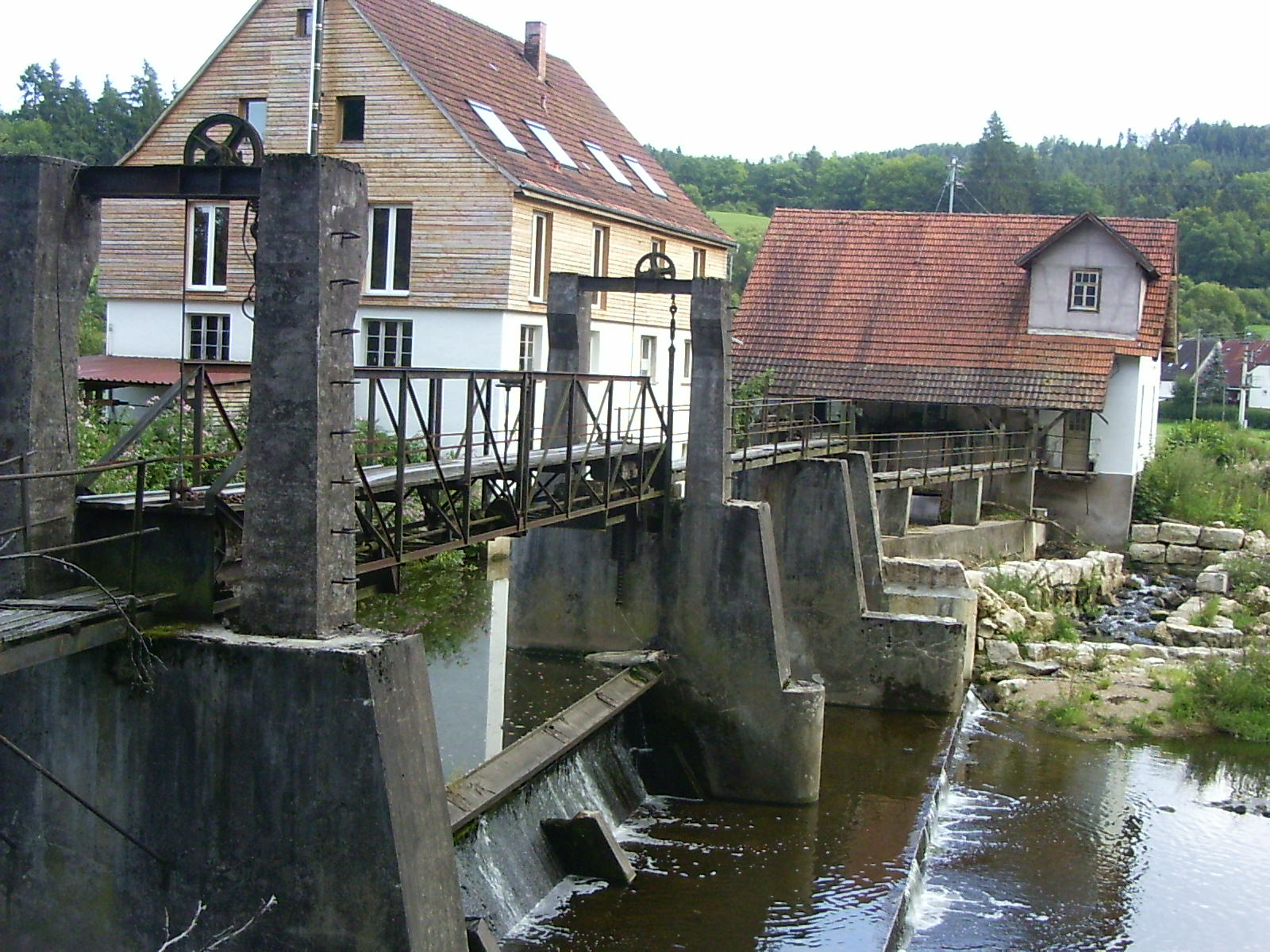
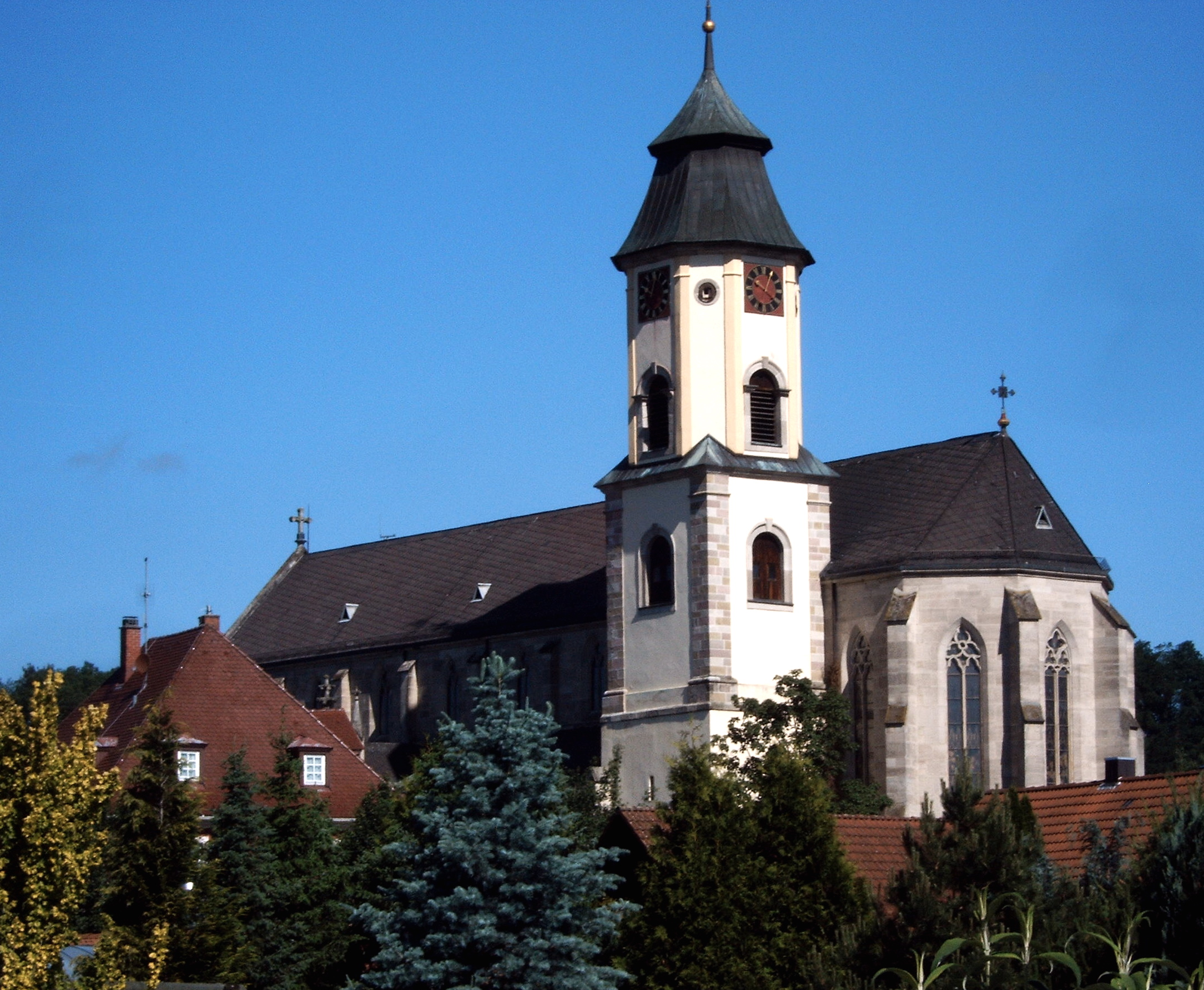
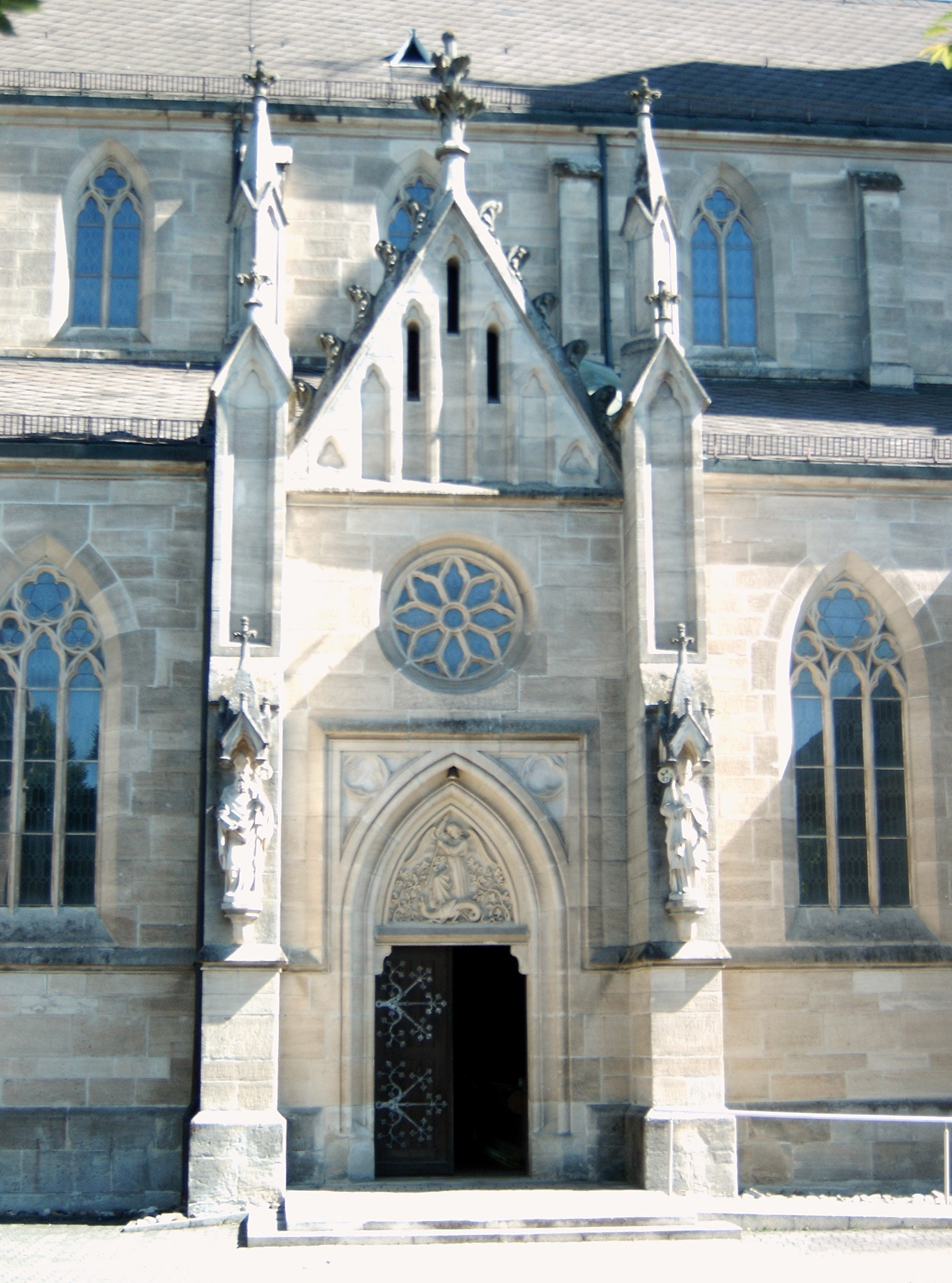
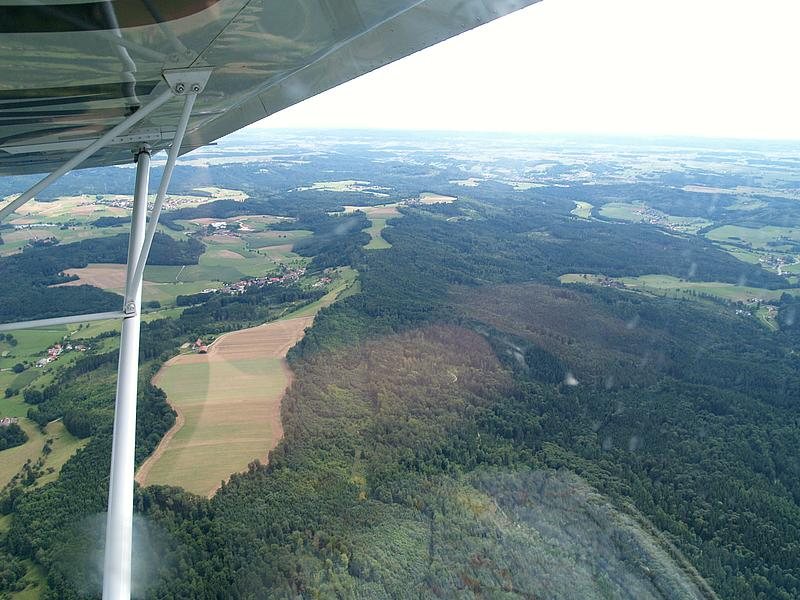
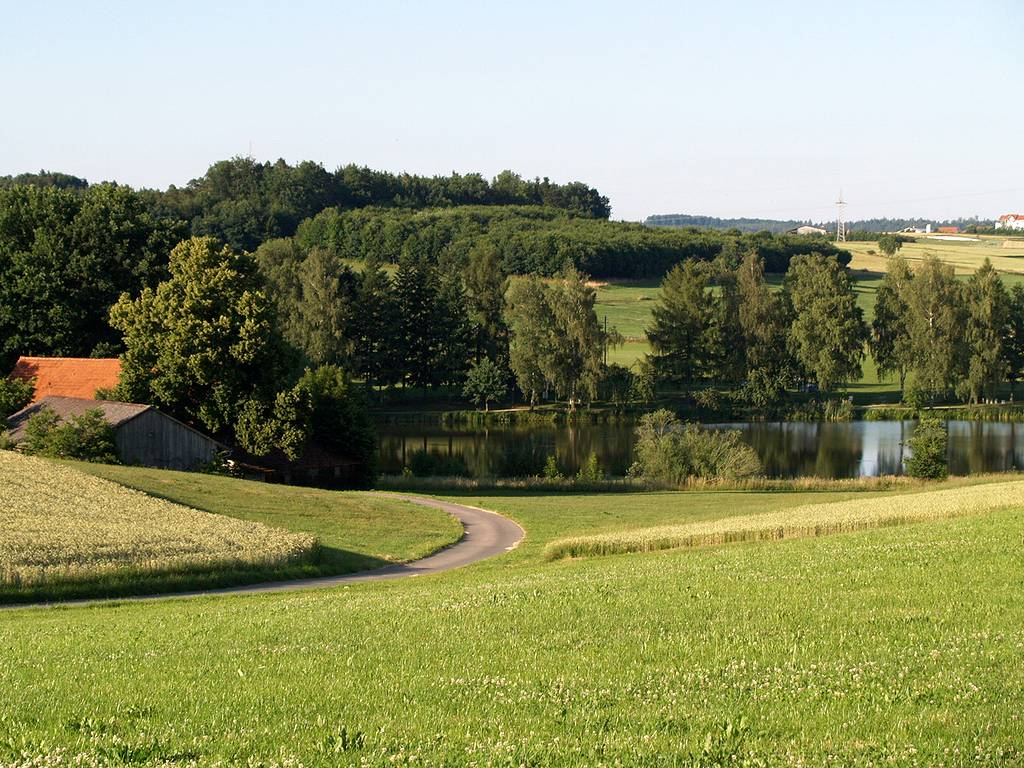